# Carlo Bonavia
Carlo Bonavia o Carlo Bonaria  (Roma, ..., - Nápoles, después del 1788) fue un pintor italiano.  
Las escasas fuentes disponibles indican que era originario de Roma, aunque trabajó sobre todo a Nápoles del 1754 al 1788. Fue uno de los más apreciados alumnos del pintor francés Claude Joseph Vernet.

## Trayectoria
Los cuadros de Bonavia, basados en una rigurosa fidelidad a la pintura en plein air de su maestro, van de los paisajes campestres del Lazio y la Campania a las marinas inspiradas en las costas del golfo de Nápoles, pasando por las refinadas vistas de los Campos Flégreos. Como Vernet, también pinto "caprichos" en los que antigüedades reales  se insertaban en ambientaciones imaginarias. Siguiendo una moda extendida entre los viajeros del Grand Tour, Bonavia pintó también algunos cuadros representando la erupción del Vesuvio en diciembre de 1754. Entre sus mecenas y clientes se incluyeron el conde Carlo Giuseppe de Firmian, embajador del emperador en Nápoles entre 1754 y 1758, el noble inglés John Brudenell Montagu, más noto como Lord Brudenell, el conde austríaco Ernst Guido Harrach y el médico Alexandre-Louis de Laugier. Bonavia tuvo una carrera de notable éxito y fue elogiado por Pietro Zani en su Enciclopedia metodica critico-ragionata delle belle arti (1820) como un refinado pintor de paisajes y asuntos históricos.
Entre las colecciones públicas y privadas más importantes que conservan obras de Bonavia se incluyen la Academia de San Luca de Roma, la Dulwich Picture Gallery de Londres, el Fine Arts Museums of San Francisco, el Museo de Arte de Honolulu, el Museo Metropolitano de Arte de Nueva York, el Museo de Capodimonte de Nápoles, el Museu de Évora (Portugal),  la Colección Harrach en Rohrau (Austria) o las colecciones Stourhead en Wiltshire y Beaulieu en Hampshire (Gran Bretaña).

## Galería de Carlos Bonavia

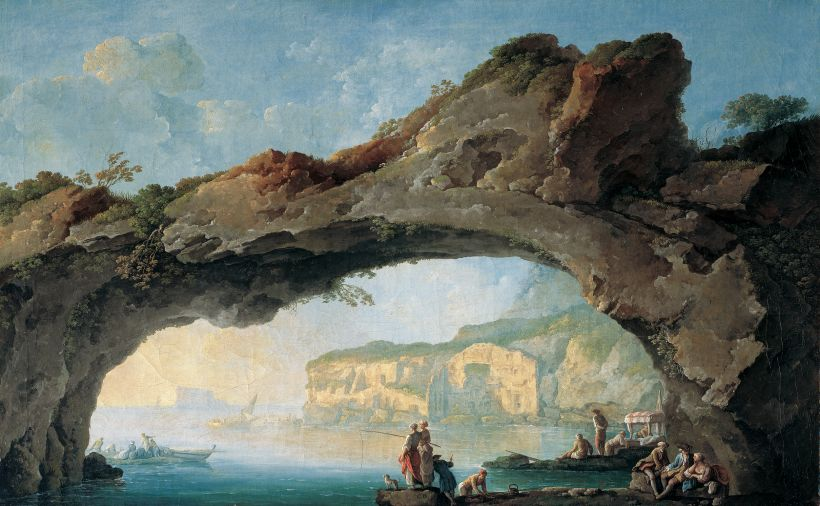
Arco natural en la costa de Posillipo, 1755 (Schloss Rohrau, colección Harrach)
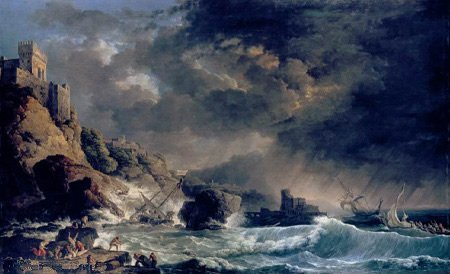
Naufragio en una costa rocosa, 1757 (Gran Bretaña, colección privada)
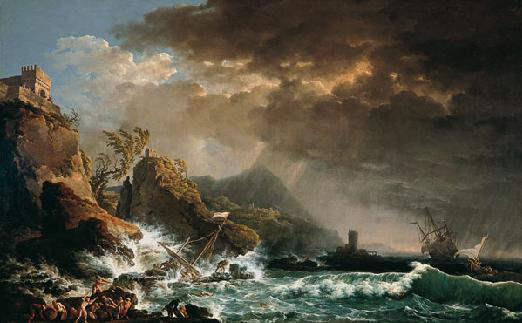
Naufragio en una costa rocosa, 1757 (Madrid, Colección Fundación Banco Santander)
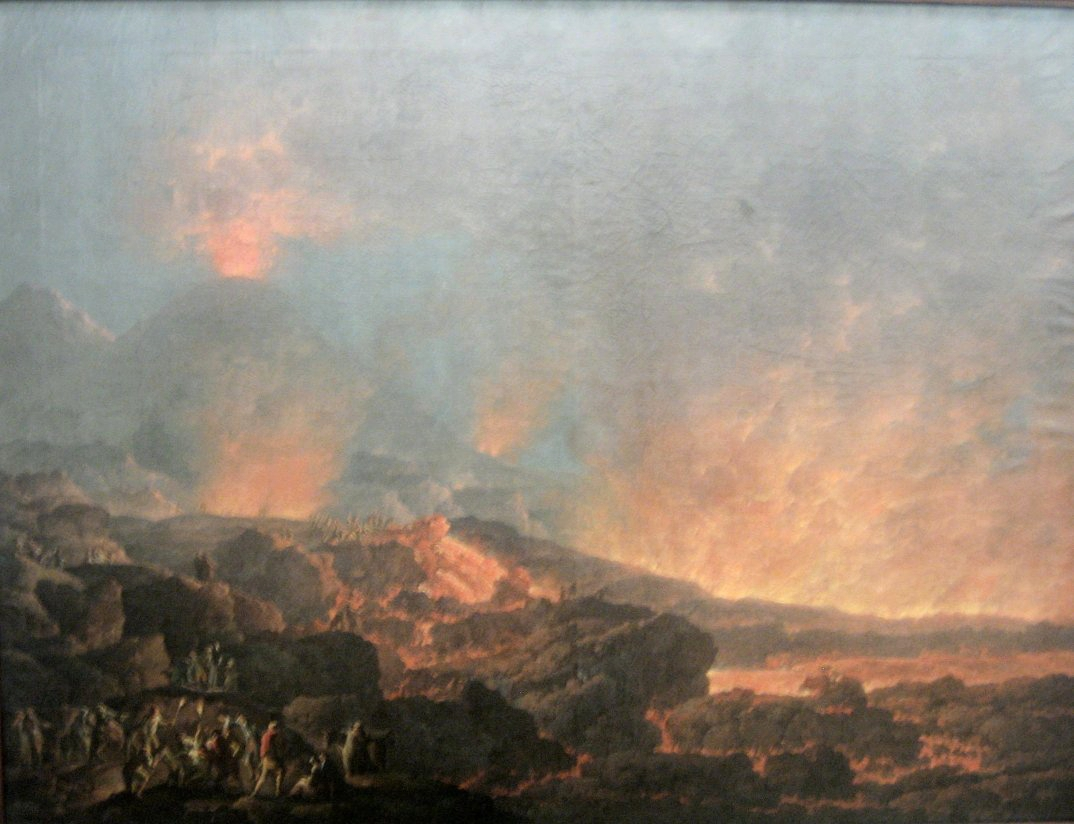
Erupción del Vesuvio, 1758 (Museu de Évora)
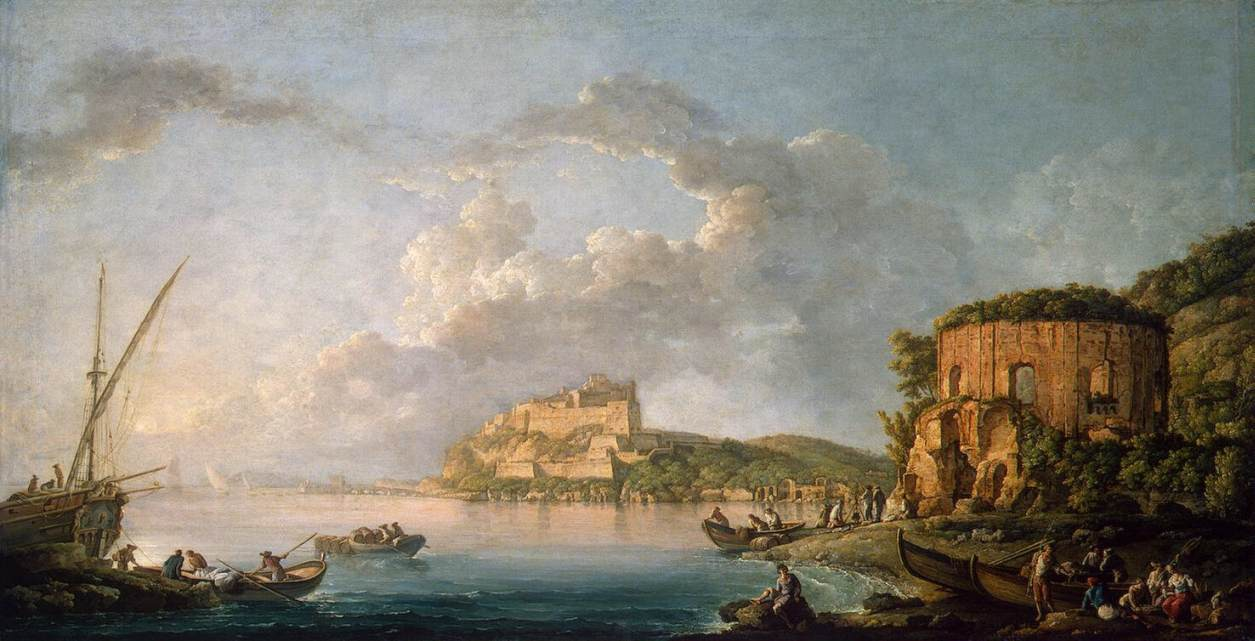
La bahía de Baia con el Castillo Aragonés y el Templo de Venus, 1758 (San Petersburgo, Museo del Hermitage)
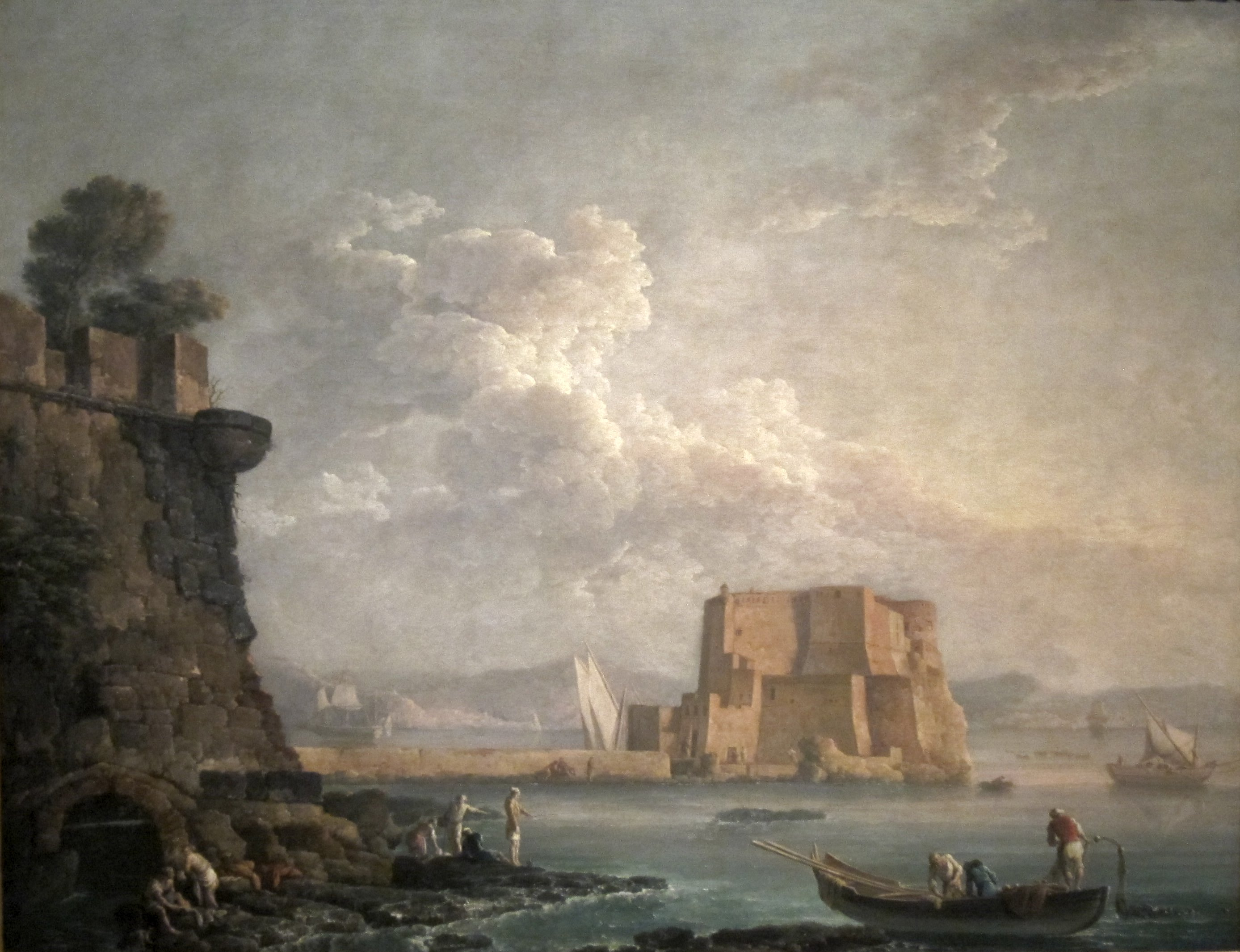
Castel dell'Ovo en Nápoles, 1788 (Museo de Arte de Honolulu)

- Datos: Q2939161
- Multimedia: Carlo Bonavia / Q2939161